# 10-й гвардійський танковий корпус (СРСР)
10-й гвардійський добровольчий танковий Львівсько-Уральський Червонопрапорний, орденів Суворова і Кутузова корпус — оперативно-тактичне військове об'єднання в складі ЗС СРСР періоду Другої Світової війни.
У 1945 році, після закінчення війни в Європі, корпус було переформовано на 10-ту гвардійську танкову дивізію.

## Історія

### Створення
16 січня 1943 року газета «Уральский рабочий» надрукувала статтю «Танковый корпус сверх плана», де розповідалось про ініціативу танкобудівників Свердловська виготовити понад норму кількість танків, необхідну для оснащення танкового корпусу і одночасно підготувати механіків-водіїв із числа робітників. Цей почин був підтриманий робітниками Молотовської (Пермської) і Челябінської областей. Крім того, було зібрано понад 70 мільйонів карбованців, на які було придбано озброєння і обмундирування.
26 лютого 1943 року командувач Уральського військового округу генерал-майор Федір Катков видав директиву про формування на території округу особливого Уральського добровольчого танкового корпусу імені Й. В. Сталіна чисельністю 9.661 чоловік. Робітники подали понад 100 тисяч заяв на вступ до корпусу, на одне місце було по 12 претендентів. Спеціальні комісії відбирали найкращих.
11 березня 1943 року корпус отримав назву 30-й Добровольчий Уральський танковий корпус, а частинам і з'єднанням, відповідно до Директиви Начальника Головного Управління формування і бойової підготовки бронетанкових і механізованих військ РСЧА, присвоєно номера.
18 березня 1943 року командиром корпусу було призначено генерал-лейтенанта танкових військ Георгія Родіна. До 1 квітня корпус було майже повністю укомплектовано молодшим керівним і рядовим складом.
1 травня 1943 року в урочистій обстановці пройшло прийняття військової присяги, добровольці отримали бойову зброю. 9 травня 1943 р. у Свердловському оперному театрі відбулось прощання з добровольцями.
10 червня 1943 року ешелони з бойовою технікою і особовим складом прибули залізницею в Підмосков'я. Тут корпус доотримав 359-й зенітно-артилерійський полк та інші частини і підрозділи. З 25 червня 1943 року корпус включений до складу 4-ї танкової армії.

### Початок бойового шляху
У складі 4-ї танкової армії корпус прибув на Брянський фронт. Своє бойове хрещення воїни Уральського Добровольчого отримали в Курській битві, при контрнаступі північніше Орла. Виконуючи поставлену задачу, корпус, наступаючи від Середичі на південь, перерізав комунікації ворога і вийшов в район села Злинь. Надалі уральці захопили залізничний і шосейний шлях Орел — Брянськ, відрізаючи шляхи відступу орловському угрупованню німців.
29 серпня 1943 року, доукомплектувавши 197-му Свердловську танкову бригаду технікою і людьми інших бригад, корпус виведено в резерв для поповнення. Свердловці ж підтримували дії 63-ї армії по прориву оборони супротивника, чим сприяла визволенню Брянська і Бежиці.
У вересні 1943 року частини корпусу брали участь у визволенні низки міст і сел Брянщини. 30-та мотострілецька бригада, посилена танками, у складі рухомої групи Брянського фронту стрімким ударом перерізала комунікації ворога і 23 вересня оволоділа містом Унеча. За це бригада першою в корпусі удостоєна почесного найменування «Унечська».
Наказом НКО № 306 від 23 жовтня 1943 року 30-й Уральський танковий корпус перетворений в 10-й гвардійський Уральський танковий корпус. 18 листопада 1943 року з'єднанням і частинам корпусу були вручені гвардійські знамена.

### Під гвардійським прапором
У січні 1944 року корпус у складі 4-ї танкової армії передано 1-му Українському фронту. В ході наступальних дій фронту корпус 4 березня 1944 року було введено в прорив в полосі 60-ї армії з метою перерізати залізничну і шосейну дороги Проскурів — Тернопіль в районі Волочиська, тим самим відрізавши шляхи відступу проскурівському угрупованню фашистів. Вранці 26 березня частини 10-го гвардійського танкового і 6-го механізованого корпусів після важких боїв повністю звільнили місто Кам'янець-Подільський від ворога. Протягом наступного тижня уральці відбили 16 ворожих атак, утримуючи місто. За ці бої 61-ша гвардійська Свердловська танкова бригада була нагороджена орденом Червоного Прапора.
Літом 1944 року Уральський танковий корпус взяв активну участь в наступальній операції на львівському напрямку і 23 липня вийшов на південну околицю Львова. За стійкість і відвагу при визволенні Львова корпус отримав почесне найменування «Львівський». Такі ж найменування отримали: 61-ша гвардійська Червонопрапорна танкова бригада, 72-й важкий танковий, 359-й зенітний і 1689-й винищувально-протитанковий полки.
Продовжуючи наступ, корпус вийшов на річку Дністер. Надалі активно діяв у напрямку міста Санок, відтіснивши ворога до Карпат.
У середині серпня 1944 року з'єднання 4-ї танкової армії було перекинуто на Сандомирський плацдарм для посилення його оборони. У взаємодії з піхотою 5-ї гвардійської армії корпус зірвав спробу фашистів вийти на Віслу. Надалі фронт було стабілізовано.
Наприкінці 1944 року корпус отримав у свій склад 1222-й Новгородський самохідно-артилерійський полк, що згодом став 425-м гвардійським САПом.
12 січня 1945 року розпочалась Вісло-Одерська операція. Того ж дня передовий загін корпусу в складі 63-ї гвардійської Челябінської танкової бригади з двома ротами 72-го важкого танкового полку та іншими підрозділами вступила в бої з супротивником. На кінець дня оборона німців була прорвана і бригада успішно продовжила наступ. Воїни 62-ї Молотовської танкової бригади форсували річку Чарна Ніда і зайняли місто Кельці, за що бригада 15 січня 1945 року отримала почесне найменування «Келецька». 18 січня 63-тя Челябінська танкова бригада оволоділа містом Піотркув, отримавши почесне найменування «Петроківська».

### Переформування
28 червня 1945 року на основі 10-го гвардійського танкового корпусу у місті Хрудім, Чехословаччина була створена 10-та гвардійська танкова дивізія.

## Склад корпусу

Тактичний знак 10-го гвардійського танкового корпусу

### Станом на 11.03.1943 року
- Управління корпусу;
- 197-ма танкова Свердловська бригада;
- 243-тя танкова Молотовська бригада;
- 244-та танкова Челябінська бригада;
- 30-та мотострілецька бригада;
- 359-й зенітно-артилерійський полк;
- 299-й мінометний полк;
- 1621-й самохідний артилерійський полк;
- 64-й бронеавтомобільний батальйон;
- 88-й мотоциклетний батальйон;
- Корпусні частини:
  - 390-й окремий батальйон зв'язку;
  - 743-й окремий саперний батальйон;
  - 141-ша окрема рота хімічного захисту;
  - 36-та окрема автотранспортна рота підвозу ПММ;
  - 266-та польова танкоремонтна база;
  - 267-ма польова авторемонтна база;
  - Окрема авіаланка зв'язку;
  - 48-й польовий автохлібозавод;
  - 2737-ма воєнно-поштова станція.

### Станом на 23.10.1943 року
- Управління корпусу;
- 61-ша гвардійська Свердловська танкова бригада;
- 62-га гвардійська Молотовська танкова бригада;
- 63-тя гвардійська Челябінська танкова бригада;
- 29-та гвардійська мотострілецька бригада;
- 299-й мінометний полк;
- 1621-й самохідний артилерійський полк;
- 248-й гвардійський мінометний дивізіон;
- 7-й гвардійський мотоциклетний батальйон;
- Корпусні частини:
  - 152-й окремий гвардійський батальйон зв'язку;
  - 131-й окремий гвардійський саперний батальйон;
  - 141-ша окрема рота хімічного захисту;
  - 36-та окрема автотранспортна рота підвозу ПММ (з 15.04.1945 — 769-та окрема автотранспортна рота підвозу ПММ);
  - 266-та польова танкоремонтна база;
  - 267-ма польова авторемонтна база;
  - Окрема авіаланка зв'язку;
  - 48-й польовий автохлібозавод;
  - 1930-та польова каса Держбанку;
  - 2737-ма воєнно-поштова станція.

## Командування корпусу

### Командири
- полковник Соколов Вадим Ілліч (з 26.02.1943 по 27.03.1943);
- генерал-майор т/в, з 07.06.1943 генерал-лейтенант т/в Родін Георгій Семенович (з 28.03.1943 по 15.03.1944);
- генерал-майор т/в, з 02.08.1944 генерал-лейтенант т/в Бєлов Євтихій Омелянович (з 16.03.1944 по 21.10.1944);
- полковник Чупров Нил Данилович (з 22.10.1944 по 10.02.1945);
- генерал-лейтенант т/в Бєлов Євтихій Омелянович (з 11.02.1945 по 11.05.1945).

### Начальники штабу корпусу
- полковник Єремеєв Борис Романович (з 18.03.1943 по 21.09.1943);
- генерал-майор т/в Фомічов Михайло Георгійович (з 21.09.1943 по 16.02.1944);
- полковник Лозовський Олександр Борисович
- тво полковник Бєлов Петро Дмитрович (з січня по квітень 1945).

## Нагороди й почесні найменування
- Орден Червоного Прапора (Указ Президії ВР СРСР від 26 квітня 1945) — за вмілі дії особового складу, що сприяли військам 1-го Українського фронту при оволодінні містами Леобшютц і Нейсе.
- Орден Суворова II ступеня (Указ Президії ВР СРСР від 28 травня 1945) — за зразкове виконання завдань командування по завершенню у взаємодії з іншими з'єднаннями оточення Берліна.
- Орден Кутузова II ступеня (Указ Президії ВР СРСР від 4 червня 1945) — за штурм Берліна.

## Відомі воїни корпусу[1]
За роки німецько-радянської війни гвардійцям корпусу вручено 42 368 орденів і медалей, 38 воїнів удостоєні звання Героя Радянського Союзу, з них один — двічі. 27 солдат і сержантів стали повними кавалерами ордену Слави.

### Двічі Герої Радянського Союзу
1. Фомічов Михайло Георгійович — гвардії полковник, командир 63-ї гвардійської танкової бригади.

### Герої Радянського Союзу
1. Бєлов Євтихій Омелянович — генерал-лейтенант танкових військ, командир 10-го гвардійського танкового корпусу.
2. Бредихін Микола Олексійович — гвардії старшина, механік-водій танка 62-ї гвардійської танкової бригади.
3. Денисов Максим Якович — гвардії старший лейтенант, командир роти 29-ї гвардійської мотострілецької бригади.
4. Дозорцев Федір Іванович — гвардії капітан, командир 3-го мотострілецького батальйону 29-ї гвардійської мотострілецької бригади.
5. Єрофеєв Олексій Васильович — гвардії лейтенант, командир кулеметного взводу 62-ї гвардійської танкової бригади.
6. Єфімов Андрій Ілларионович — гвардії полковник, командир 29-ї гвардійської мотострілецької бригади.
7. Зайцев Василь Іванович — гвардії підполковник, командир 61-ї гвардійської танкової бригади.
8. Зиль Василь Костянтинович — гвардії підполковник, командир 299-го гвардійського мінометного полку.
9. Ісаков Василь Григорович — гвардії сержант, командир відділення 29-ї гвардійської мотострілецької бригади.
10. Ішмухаметов Ахмадула Хозейович — гвардії майор, командир 1-го мотострілецького батальйону 29-ї гвардійської мотострілецької бригади.
11. Клішин Георгій Захарович — гвардії старшина, командир гармати танка 62-ї гвардійської танкової бригади.
12. Козлов Микола Олександрович — гвардії молодший лейтенант, командир танкового взводу 62-ї гвардійської танкової бригади.
13. Кондауров Іван Олександрович — гвардії старший сержант, механік-водій танка 62-й гвардійської танкової бригади.
14. Кружаков Василь Іванович — гвардії старший сержант, механік-водій танка 63-ї гвардійської танкової бригади.
15. Кулєшов Павло Павлович — гвардії молодший лейтенант, командир взводу 63-ї гвардійської танкової бригади.
16. Лабузький Степан Петрович — гвардії червоноармієць, сапер роти управління 61-ї гвардійської танкової бригади.
17. Лабуз Павло Іванович — молодший лейтенант, командир танка 61-ї гвардійської танкової бригади.
18. Мазурін Михайло Олександрович — гвардії старшина, командир гармати танка 72-го окремого гвардійського важкого танкового полку.
19. Марков Володимир Олександрович — гвардії капітан, командир батальйону 61-ї гвардійської танкової бригади.
20. Никонов Іван Якович — гвардії старшина, командир відділення бронетранспортерів 62-ї гвардійської танкової бригади.
21. Поляков Василь Трохимович — молодший лейтенант, командир самохідно-артилерійської установки 1222-го самохідно-артилерійського полку.
22. Потапов Дмитро Мефодійович — гвардії старший лейтенант, командир взводу 63-ї гвардійської танкової бригади.
23. Родигін Петро Андрійович — гвардії лейтенант, командир взводу 29-ї мотострілецької бригади.
24. Романченко Іван Юхимович — гвардії старший сержант, командир гармати танка 63-ї гвардійської танкової бригади.
25. Рибаков Микола Степанович — старшина, навідник самохідної гармати 1222-го самохідно-артилерійського полку.
26. Селіщев Василь Петрович — старший лейтенант, командир батареї 1222-го самохідно-артилерійського полку.
27. Смирнов Віталій Степанович — гвардії молодший лейтенант, командир кулеметного взводу 29-ї гвардійської мотострілецької бригади.
28. Скринько Василь Григорович — гвардії капітан, командир 1-го танкового батальйону 61-ї гвардійської танкової бригади.
29. Сурков Федір Павлович — гвардії старшина, механік-водій танка 63-ї гвардійської танкової бригади.
30. Хардіков Яків Давидович — гвардії молодший лейтенант, командир взводу 29-ї гвардійської мотострілецької бригади.
31. Худяков Микола Олексійович — гвардії молодший сержант, навідник протитанкової рушниці 29-ї гвардійської мотострілецької бригади.
32. Циганов Петро Іванович — гвардії молодший лейтенант, командир танкового взводу 63-ї гвардійської танкової бригади.
33. Чесак Григорій Сергійович — гвардії лейтенант, командир танка 61-ї гвардійської танкової бригади.
34. Шувалов Костянтин Хомич — гвардії капітан, заступник командира МСБ з політчастини 29-ї гвардійської мотострілецької бригади.
35. Шульженко Микола Семенович — підполковник, командир 1689-го гвардійського винищувально-протитанкового артилерійського полку.
36. Юдін Микола Лук'янович — гвардії лейтенант, командир танкового взводу 61-ї гвардійської танкової бригади.

### Кавалери ордена Слави трьох ступенів
1. Баришев Дмитро Якович — гвардії старший сержант, автоматник 62-ї гвардійської танкової бригади.
2. Волков Лев Миколайович — гвардії старший сержант, командир гармати танка Т-34 2-го танкового батальйону 61-ї гвардійської танкової бригади.
3. Зимін Віктор Васильович гвардії старший сержант, командир гармати танка 3-го танкового батальйону 62-ї гвардійської танкової бригади.
4. Катаєв Олександр Демидович гвардії старший сержант, радист-кулеметник танка Т-34 2-го танкового батальйону 61-ї гвардійської танкової бригади.
5. Литягін Михайло Федорович гвардії старшина, радист-кулеметник танка 2-го танкового батальйону 62-ї гвардійської танкової бригади.
6. Масленников Петро Андрійович гвардії старший сержант, командир гармати танка Т-34 1-го танкового батальйону 61-ї гвардійської танкової бригади.
7. Мінін Василь Опанасович гвардії сержант, автоматник розвідувального взводу роти управління 61-ї гвардійської танкової бригади.
8. Невредимов Василь Іванович гвардії старшина, радист-кулеметник танка Т-34 танкового батальйону 62-ї гвардійської танкової бригади.
9. Самодуров Євген Порфирович гвардії старший сержант, радист-кулеметник танка Т-34 2-го танкового батальйону 61-ї гвардійської танкової бригади.
10. Сілаєв Петро Михайлович гвардії молодший сержант, командир відділення 2-ї саперної роти 131-го гвардійського саперного батальйону.
11. Смирнов Семен Васильович гвардії старший сержант, командир бронетранспортера 7-го гвардійського мотоциклетного батальйону.
12. Соболєв Іван Васильович гвардії молодший сержант, автоматник розвідувального взводу роти управління 61-ї гвардійської танкової бригади.
13. Хуснутдінов Ахнаф Галім'янович гвардії рядовий артилерійської батареї 3-го мотострілецького батальйону 29-ї гвардійської мотострілецької бригади.
14. Шевельов Анатолій Йосипович гвардії старший сержант, механік-водій танка Т-34 2-го танкового батальйону 61-ї гвардійської танкової бригади.